# Лисенко Анна Борисівна
Анна Борисівна Лисенко (нар. 22 грудня 1991) — українська боксерка. Чемпіонка України з боксу (2016, 2017, 2019, 2022). Найкраща боксерка України (2020).
Боксом почала займатися в 17 років. Тренери — Олександр Саленко.
5-е місце чемпіонату Європи з боксу серед жінок (Мадрид-2019), 5-e місце Чемпіонату Світу з боксу серед жінок ( Стамбул-2022). 
Закінчила Академію адвокатури України, магістратуру Навчально-наукового інституту спеціальної фізичної і бойової підготовки та реабілітації Університету державної фіскальної служби України.
У червні 2021 року Анна здобула ліцензію для участі в літніх Олімпійських іграх в Токіо від України в жіночій сітці. До чоловічої сітки представників України було включено Миколу Буценка, Ярослава Харциза, Євгена Барабанова, Олександра Хижняка, Цотне Рогаву.